# Jackie Wright
John "Jackie" Wright, conocido como Little Jackie y Uncle Jackie (Belfast, c. 1905-ibídem, enero de 1989), fue un cómico norirlandés conocido por ser el viejecito calvo y de pequeña estatura del programa televisivo de Benny Hill durante tres décadas. 
En muchas de las emisiones aparece en escenas a cámara rápida en las cuales Benny suele darle palmaditas en la cabeza.

## Biografía
Nacido en Belfast, siendo el mayor de doce hermanos, la familia se trasladó a los Estados Unidos y Wright comenzó trabajando en la construcción de automóviles para Cadillac. Durante la Gran Depresión, regresó a su Belfast natal y empezó a trabajar en el mundo del espectáculo, primero como músico y más adelante como cómico.
Sus apariciones en la televisión no tuvieron lugar hasta los años 1960, cuando Benny Hill le descubrió y convenció para que le acompañara en su show, primero en la BBC y luego en Thames Television. Hill solía referirse a él durante las emisiones como "Little Jackie", el pequeño Jackie. Wright también apareció en un programa que se emitió durante un breve periodo, ya que no triunfó, titulado Whoops Baghdad.
Wright se convirtió en un personaje muy entrañable en los Estados Unidos cuando "El Show de Benny Hill" empezó a retransmitirse en ese país a finales de la década de 1970. Se creó un club de fans de Jackie Wright y recibió ofertas para crear una serie propia, las cuales rechazó para continuar con su amigo Benny.
La actriz Suzy Mandel ha afirmado que Jackie era un gran fumador y que a menudo solía esconder su cigarrillo en el interior de su boca o detrás de la espalda durante las escenas. De hecho, a veces puede verse un pequeño hilo de humo subiendo detrás de él si examinamos las imágenes con detenimiento. Mandel afirmó que Benny debería haberle dado las palmaditas en la cabeza para que dejara el tabaco.
La salud era lo único que podía impedirle continuar en el mundo del humor televisivo, y efectivamente eso acabó sucediendo en 1983, cuando abandonó el programa. Pocos años después murió en Belfast, tras haber luchado contra el cáncer.
- Datos: Q1066733